# Café de la Nouvelle Athènes

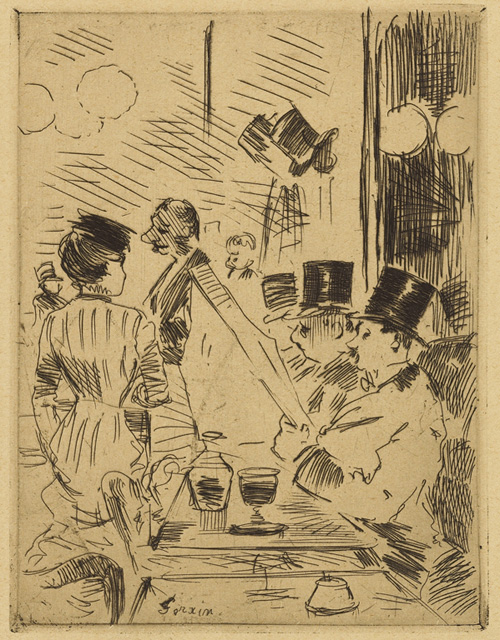
Jean-Louis Forain, Le Café de la Nouvelle-Athènes (vers 1877), Ottawa, musée des beaux-arts du Canada.

Le Café de la Nouvelle Athènes est un ancien café parisien qui se situait au no 9 de la place Pigalle à Paris (France). 
Il a été, de 1871 à la fin du XIXe siècle, un lieu de rencontre des artistes peintres du mouvement impressionniste. Il doit son nom à la Nouvelle Athènes, quartier du 9e arrondissement dans lequel il se situe, à l'architecture néo-classique inspirée de l'art grec. Il servit de décor à plusieurs tableaux célèbres, comme La Prune de Manet, et Dans un café, dit aussi L'Absinthe d'Edgar Degas.
On retrouve Suzanne Valadon, représentée dans le tableau Au Café la Nouvelle Athènes, peint en 1885 par Federico Zandomeneghi, peintre divisionniste italien.
Le photographe Paul Sescau, ami de Toulouse-Lautrec, vécut au dessus du café à partir de 1896 et y avait son studio.
C'est là que le jeune Maurice Ravel rencontre Erik Satie qui y est pianiste : Ravel habite de 1886 à 1896, période où il étudie la musique au Conservatoire de Paris, rue Pigalle.
Le bâtiment originel a été détruit dans un incendie en 2004.